# 1586
سنة 654 كانت سنة بسيطة تبدأ يوم الأربعاء (الرابط يظهر نموذج التقويم الكامل للسنة) من التقويم اليولياني.

## مواليد
- إستين دوراند شاعر فرنسي
- إسحاق ماسا
- جوزيف لي كارون مبشّر فرنسي
- ديلا فاليه
- روزا من ليما متدينة بيروفية
- فرانشيسكو الرابع غونزاغا
- لوقا فوكس مستكشف من المملكة المتحدة
- ماتياس فابر
- ماغدالين سيبيل من بروسيا
- يوهان كونينغ (رسام) فنان ألماني

## وفيات
- أغسطس، ناخب ساكسونيا
- أماليا من كليفز
- إجنازيو دوناتي
- ستيفن باتوري
- فيليب سيدني
- لوكاس كراناخ الابن رسام ألماني
- مارغريت هابسبورغ (دوقة بارما)
- ماري دادلي
- يوأنس الرابع عشر (بابا الإسكندرية)